# Contratto di lavoro a tempo parziale
Il contratto di lavoro a tempo parziale, (anche detto contratto di lavoro part-time), nel diritto del lavoro in Italia, indica un contratto di lavoro subordinato caratterizzato da una riduzione dell'orario di lavoro rispetto a quello ordinario che è generalmente della durata di 40 ore (detto anche full-time).

## Storia
Il contratto part-time si è sviluppato come prassi nell'ambito dei rapporti di lavoro ed ha trovato una prima disciplina soltanto negli anni ottanta con il Decreto legge 30 ottobre 1984 n. 726 ("Misure urgenti a sostegno e ad incremento dei livelli occupazionali") convertito in legge 19 dicembre 1984 n. 863.
Successivamente il lavoro a tempo parziale ha trovato una più organica disciplina nel 2000, con il Decreto Legislativo 25 febbraio 2000 n. 61 (modificato poi dall'art. 46 della Legge Biagi e poi dall'art. 1, comma 44, legge 24 dicembre 2007, n. 247).
In particolare, la legge n. 247/2007, di attuazione del protocollo sul welfare, nel definire i principi e i criteri direttivi che devono guidare il Governo nell'attuazione della delega per il riordino degli incentivi all'occupazione, con riferimento all'istituto del part-time prevede, nell'ambito del complessivo riordino della materia, incentivi per la stipula di contratti a tempo parziale con orario giornaliero elevato e agevolazioni per le trasformazioni, anche temporanee e reversibili, di rapporti a tempo pieno in rapporti a tempo parziale avvenute su richiesta di lavoratrici o lavoratori e giustificate da comprovati compiti di cura.
La legge oggi lascia molto spazio alla contrattazione collettiva che, integrando la disciplina legale, regola in concreto il lavoro a tempo parziale.

## Caratteristiche
Il contratto di lavoro part-time è un normale contratto di lavoro subordinato quindi può essere sia a tempo determinato sia a tempo indeterminato. Deve essere redatto in forma scritta ai fini della prova e deve contenere l'indicazione precisa della durata della prestazione lavorativa e dell'orario di lavoro, con riferimento al giorno, alla settimana, al mese e all'anno.
Il lavoro part-time (o contratto di lavoro a tempo parziale) è caratterizzato da un orario di lavoro, fissato dal contratto individuale di lavoro, inferiore rispetto all'orario di lavoro normale (full-time) previsto dalla legge (40 ore settimanali) o dal contratto collettivo.
La riduzione dell'orario di lavoro può avvenire secondo tre modelli:
- tipo orizzontale: il lavoratore lavora tutti i giorni a orario ridotto;
- tipo verticale: il lavoratore lavora a tempo pieno, ma solo in alcuni giorni della settimana, del mese, o dell'anno;
- tipo misto: quando vi è la combinazione delle due modalità tra part-time orizzontale e verticale.

Il lavoro a tempo parziale non va confuso con il contratto a termine, che prevede un orario a tempo pieno, ma lo svolgimento dell'attività limitata in un determinato periodo temporale.

### Disciplina del contratto
Il lavoratore part-time ha diritto alla parità di trattamento, ossia al medesimo trattamento che riceve il lavoratore a tempo pieno inquadrato nello stesso livello, infatti:
- Beneficia dei medesimi diritti di un lavoratore a tempo pieno, sia per quanto riguarda l'importo della retribuzione oraria, la durata del periodo di prova e delle ferie annuali, la durata del congedo di maternità/paternità e, dei riposi giornalieri, nonché riguardo alla durata della conservazione del posto in caso di malattia/infortunio, i diritti sindacali ed il calcolo delle competenze indirette e differite previste nei c.c.n.l.
- Riceve un trattamento economico proporzionato in ragione della ridotta entità della prestazione lavorativa, con particolare riferimento alla retribuzione globale e le sue singole componenti, la retribuzione feriale e i trattamenti economici per malattia, infortunio, malattia professionale e maternità.

### Forma del contratto
Il contratto di lavoro a tempo parziale va stipulato con la forma scritta, ma soltanto ad probationem (in mancanza quindi non c'è nullità del contratto, ma si presume contratto di lavoro a tempo pieno); il contratto deve inoltre contenere la precisa determinazione degli orari ridotti.
L'orario però può essere determinato con clausole flessibili, con la possibilità di variare le ore lavorative giornaliere in caso di contratto a tempo parziale orizzontale, o clausole elastiche per cambiare in tipo verticale o misto. Le modalità di uso e applicazione di tali clausole sono previste da leggi e contratti collettivi.

### Campo di applicazione
Il rapporto a tempo parziale può essere stipulato da tutti i lavoratori e tutti i datori di lavoro, anche in agricoltura.
Deve considerarsi tuttavia che tale contratto è regolato dal D.lgs. n. 61 del 2000 che è stato successivamente modificato dal d. lgs. n. 276 del 2003.
Quest'ultima disciplina si applica però solo nel settore privato, con la conseguenza che il contratto di lavoro a tempo parziale concluso con un datore di lavoro privato sarà regolato dal D. lgs. n. 61/2000 come modificato dal D. lgs. n. 276/2003 mentre quello stipulato con un datore di lavoro pubblico sarà disciplinato dal D. lgs. n. 61/2000 nel testo originario, senza che quindi siano applicabili le modifiche introdotte nel 2003.

### Trattamento economico e normativo
Il lavoratore part-time non deve essere discriminato rispetto al lavoratore a tempo pieno per quanto riguarda il trattamento economico e normativo.
Quindi ha diritto:
- alla stessa retribuzione oraria del lavoratore a tempo pieno, anche se gli importi dei trattamenti economici per malattia, infortunio e maternità saranno calcolati in maniera proporzionale al numero di ore lavorate, salvo che i contratti collettivi non stabiliscano che il calcolo debba avvenire secondo parametri più favorevoli per il lavoratore;
- allo stesso trattamento normativo dei lavoratori assunti a tempo pieno, quanto alla durata del periodo di ferie annuali, dei congedi di maternità e parentale, del trattamento di malattia e infortunio, ecc..

### Diritti e doveri del lavoratore e del datore di lavoro
Il lavoratore a tempo parziale ha gli stessi diritti e doveri nei riguardi del datore di lavoro di tutti i lavoratori subordinati. Inoltre, se il contratto individuale lo prevede, il lavoratore ha diritto di precedenza nel passaggio dal part-time a full-time rispetto alle nuove assunzioni a tempo pieno, avvenute nelle unità produttive site nello stesso ambito comunale e per le stesse mansioni o mansioni equivalenti.
Anche il lavoratore a tempo pieno ha comunque diritto di precedenza rispetto alle nuove assunzioni per ottenere il passaggio al tempo parziale. Per esercitare tale diritto e poter presentare domanda di trasformazione egli deve essere informato, anche con comunicazione scritta in luogo accessibile a tutti, dell'intenzione del datore di lavoro di procedere a nuove assunzioni part-time.
Il lavoratore affetto da patologie oncologiche ha il diritto di trasformazione del rapporto di lavoro da full-time a part-time. Il rapporto di lavoro a tempo parziale deve essere trasformato nuovamente in rapporto di lavoro a tempo pieno quando il lavoratore lo richieda.
Il datore di lavoro, oltre ai diritti e doveri tipici del rapporto di lavoro subordinato, ha:
- il diritto a richiedere lavoro supplementare, straordinario e stipulare clausole flessibili ed elastiche secondo le modalità e nei limiti indicati dalla legge.

In particolare, in caso di clausola elastica o flessibile, il datore potrà richiedere al lavoratore la variazione in aumento della prestazione di lavoro o la modifica della collocazione temporale della stessa solo avvertendo il lavoratore con un preavviso di almeno 5 giorni;
- il dovere di informare le rappresentanze sindacali aziendali nell'andamento del ricorso al lavoro part-time;
- il dovere di informare i lavoratori dell'intenzione di procedere a nuove assunzioni part-time e full-time e di trasformare il contratto ai lavoratori affetti da malattie oncologiche

## Strumenti di flessibilità
Rispetto alla precedente disciplina, il D.lgs. 276/2003 prevede maggiore flessibilità nella gestione dell'orario di lavoro e minori vincoli per la richiesta di prestazione di lavoro supplementare, lavoro straordinario nonché per la stipulazione di clausole flessibili o elastiche. I contratti collettivi devono stabilire i limiti, le causali (per il lavoro supplementare), le condizioni e modalità (per il lavoro elastico e flessibile) e le sanzioni legati al ricorso al lavoro supplementare, elastico e flessibile. In ogni caso:
- Lavoro supplementare: è l'orario di lavoro prestato oltre l'orario di lavoro stabilito nel contratto individuale di lavoro part-time orizzontale (anche a tempo determinato), ma entro il limite del tempo pieno. Il lavoro supplementare richiede il consenso del lavoratore. La mancanza del consenso non costituisce mai un giustificato motivo di licenziamento. I contratti collettivi stabiliscono anche il trattamento economico per le ore di lavoro supplementare.
- Lavoro straordinario: è il lavoro prestato oltre il normale orario di lavoro full-time fissato dalla legge o dal contratto collettivo. È ammissibile solo nel rapporto di lavoro part-time di tipo verticale o misto anche a tempo determinato.
- Lavoro elastico: è prestato per periodi di tempo maggiori rispetto a quelli definiti nel contratto di lavoro part-time verticale o misto, a seguito della stipulazione di specifiche clausole.
- Lavoro flessibile: è prestato in periodi di tempo diversi, rispetto a quelli fissati nel contatto di lavoro part-time di tutte e tre le tipologie, a seguito della stipulazione di specifiche clausole. Il lavoro a turni non integra una clausola flessibile.

Le clausole elastiche e flessibili possono essere stipulate anche per i contratti a tempo determinato. La disponibilità del lavoratore allo svolgimento di lavoro flessibile ed elastico deve risultare da un patto scritto, anche contestuale al contratto individuale, e, salve diverse intese fra le parti, per l'operatività delle modifiche di variazione richieste dal datore è richiesto un periodo di preavviso di almeno due giorni lavorativi (nel settore pubblico il termine di preavviso è di 10 giorni).
Sono i contratti collettivi stipulati dalle organizzazioni sindacali comparativamente più rappresentativi sul piano nazionale a fissare la possibilità di ricorrere a clausole elastiche o flessibili. In assenza dell'intervento della contrattazione collettiva, il datore di lavoro e i lavoratori non possono più concordare direttamente clausole flessibili ed elastiche.

## Chiarimenti del Ministero del lavoro
Il Ministero del lavoro e delle politiche sociali, rispondendo agli interpelli ricevuti, ha chiarito che:
- in caso di tempo parziale verticale è sufficiente indicare nel contratto di lavoro le giornate in cui si svolge la prestazione di lavoro. Non è invece necessario indicare la collocazione della fascia oraria.
- in caso di tempo parziale verticale, il lavoratore ha diritto alla stessa retribuzione oraria del lavoratore a tempo pieno, sebbene la retribuzione, l'importo dei trattamenti economici per malattia, infortunio e maternità debbano calcolarsi in misura proporzionale al numero di ore lavorate, salvo che i contratti collettivi non stabiliscano che il calcolo debba essere effettuato in modo più che proporzionale.
- le agevolazioni previste a favore dei datori di lavoro che assumono lavoratori disoccupati da almeno 24 mesi (per la regione Emilia-Romagna si tratta di uno sgravio contributivo del 50%) spettano pure se il lavoratore è già impiegato a tempo parziale presso un altro datore di lavoro. Infatti lo stato di disoccupazione si conserva in presenza di un'attività lavorativa a tempo parziale.

Trasformazione del contratto part-time
- Da tempo pieno a part-time: è esplicitamente consentita tale trasformazione, purché vi sia l'accordo tra le parti (in forma scritta) e questo venga convalidato dalla DPL competente territorialmente.

N.B.: dal 01.01.2012, ai sensi dell'art. 22, comma 4, della L. 12 novembre 2011, n. 183, per la conversione del rapporto di lavoro da tempo pieno a tempo parziale non è più necessaria la convalida da parte della Direzione Provinciale del Lavoro.
È riconosciuta la priorità della trasformazione del contratto di lavoro da tempo pieno a parziale:
- al lavoratore e alla lavoratrice che debbano assistere il coniuge, i figli o i genitori che siano affetti da patologie oncologiche;
- al lavoratore e alla lavoratrice che debbano assistere una persona convivente con un'inabilità lavorativa totale e permanente, alla quale sia stata riconosciuta una percentuale di invalidità pari al 100%, con necessità di assistenza continua;
- al lavoratore e alla lavoratrice che abbiano un figlio convivente di età non superiore a 13 anni o un figlio convivente portatore di handicap.
- Da tempo parziale a tempo pieno: questa trasformazione può avvenire a discrezione del datore di lavoro in caso di nuova assunzione di personale a tempo pieno, il contratto individuale di lavoro può prevedere un diritto di precedenza in favore dei lavoratori assunti a tempo parziale che svolgono mansioni identiche o equivalenti rispetto a quelle per le quali è prevista l'assunzione ed esplicano la loro attività presso unità produttive site nello stesso ambito comunale

La violazione del diritto di precedenza, comporta in favore del lavoratore il diritto al risarcimento del danno pari alla differenza tra la retribuzione percepita e quella che gli sarebbe spettata nei sei mesi successivi in caso di trasformazione a tempo pieno.
Il Jobs Act del governo Renzi del 2015 modifica le possibilità di trasformazione del contratto di lavoro da tempo pieno a parziale, ora diritto per chi ha una malattia oncologica o cronico degenerativa ingravescente oppure deve assistere un familiare stretto affetto da tali patologie. Inoltre diventa possibile l'accesso al lavoro part-time al posto del congedo parentale.